# غضب الوالدين (فلم)
غضب الوالدين فيلم مصري تم إنتاجه عام 1952، من إخراج حسن الإمام وأداء شادية ومحسن سرحان وشكري سرحان.

## تمثيل
- شادية
- محسن سرحان
- شكري سرحان
- محمود المليجي
- أمينة رزق
- حسين رياض
- سميحة توفيق
- زوزو حمدي الحكيم
- أحمد علام
- فاخر فاخر
- محمد الديب

## أغاني الفيلم
- بكرة الخميس
- يارب ما تحكم بنصيبي

## روابط خارجية
- مقالات تستعمل روابط فنية بلا صلة مع ويكي بيانات